# Hanoniscus
Hanoniscus is een geslacht van pissebedden uit de familie van de Oniscidae.

## Soorten
- Hanoniscus ashtoni Vandel, 1973
- Hanoniscus monodi Bowley, 1935
- Hanoniscus myrmecophilus (Baker, 1913)
- Hanoniscus nichollsi Bowley, 1935
- Hanoniscus orientalis Vandel, 1973
- Hanoniscus tuberculatus Budde-Lund, 1912